# Erebia ceto
Erebia ceto är en fjärilsart som beskrevs av Jacob Hübner 1803. Erebia ceto ingår i släktet Erebia och familjen praktfjärilar. Inga underarter finns listade i Catalogue of Life.